# The Bangladesh Times
The Bangladesh Times est un ancien quotidien de langue anglaise du Bangladesh,,. Il a été publié par le Bangladesh Times Trustee Board, présidé par Obaidul Haque. Mahbub Anam (en) a été rédacteur en chef de la revue.

## Histoire
Le Bangladesh Times a été fondé en 1974 par Sheikh Fazlul Haque Mani, le neveu de Sheikh Mujib, père fondateur et premier président du Bangladesh.
En 1975, le Bangladesh Times ainsi que le Daily Ittefaq, le Dainik Bangla et le Bangladesh Observer ont été nationalisés par le gouvernement du Bangladesh qui a interdit tous les journaux sauf les quatre journaux nationalisés. Après l'assassinat du Sheikh Mujibur Rahman lors du coup d'État du 15 août 1975 au Bangladesh, le journal a souhaité la bienvenue au gouvernement de Khondaker Mostaq Ahmad.
Enayetullah Khan (en), le rédacteur en chef du Holiday, est devenu rédacteur en chef du journal en 1975. Khan écrira contre Sheikh Mujibur Rahman dans le journal et sera par la suite appelé à servir comme ministre dans l'administration de Ziaur Rahman.
En mai 1976, le Bangladesh Times a fourni la plus grande couverture médiatique du Bangladesh à la Farakka Long March (en), qui exigeait la démolition du barrage de Farakka construit par l'Inde pour détourner les eaux du Gange à l'intérieur de son territoire, provoquant l'assèchement du fleuve Padma et la désertification du Bangladesh. Khan a été rédacteur en chef du journal jusqu'en 1977. Le Bangladesh Times a été fermé en 1997, de même que Danik Bangla et d'autres journaux publics.
En mars 2004, le ministre de l'Information, Tariqul Islam, a déclaré que le gouvernement envisageait de rouvrir le journal, fermé par le gouvernement précédent de la Ligue Awami du Bangladesh ainsi que Dainik Bangla sous gestion privée.
Cependant, en 2019, aucun des deux quotidiens n'a été republié, ni en gestion privée, ni en gestion publique.